# Moederbond
De Moederbond is een vakbond in Suriname. De bond werd in 1952 opgericht door Johan Adolf Pengel. 
Bij de oprichting heette de bond nog Surinaamse Werknemers Moederbond, maar dit werd in 1969 omgedoopt tot het Algemeen Verbond van Vakbewegingen in Suriname (AVVS De Moederbond), ook bekend als Moederbond. In 1985 splitste zich een deel van de leden af en ging verder in de federatie OSAV.
Tijdens de Decembermoorden in 1982 is voorzitter Cyrill Daal vermoord. Sinds 2007 is Errol Snijders voorzitter als opvolger van de in februari 2007 overleden Imro Grep. 
In de betreffende nacht verbood Bouterse in eigen persoon de brand te blussen van het gebouw met daarin de Moederbond, de twee radiostations ABC en Radika en de krant De Vrije Stem. Het NOS-programma Zorg en Hoop zond hier een maand na de gebeurtenis een bandopname van uit.

## Trivia
- Op het Onafhankelijkheidsplein in Paramaribo staat een standbeeld van oprichter Pengel.